# بخش کلامسی
بخش کلامسی (به فرانسوی: Arrondissement de Clamecy) یک بخش در فرانسه است که در نی‌یور واقع شده‌است.